# Ectomorphed works
『ectomorphed works』（エクトモーフト ワークス）は、日本のロックバンド、L'Arc〜en〜Cielのリミックスアルバム。2000年6月28日発売。発売元はKi/oon Records。

## 解説
L'Arc〜en〜Cielが発表した唯一のリミックスアルバム。
本作には、1998年7月発表の12thシングル「浸食 〜lose control〜」から2000年1月発表の19thシングル「NEO UNIVERSE／finale」までのシングル7作品にカップリング曲として収録していたyukihiroの手掛けたリミックス音源を、再度リミックスし直したバージョン7曲が入っている。また、本作にはこの7曲以外に、完全な新規リミックスが3曲含まれており、合わせて計10曲が収められている。なお、完全な新規リミックス音源は、13thシングル「snow drop」にカップリングとして収録された「a swell in the sun」と、6thアルバム『ark』に収録された「larva」、7thアルバム『ray』に収録された「l'heure」のリミックスの3曲となっている。
また、本作のマスタリングは、日本屈指のマスタリング・エンジニア／カッティング・エンジニアである小鐵徹（JVC MASTERING CENTER）が担当している。余談だが小鐵は、yukihiroが2021年に結成したロックバンド、Petit Brabanconの作品でもマスタリングを担当したことがある。

### 背景
本作に収録されたリミックス音源は、1998年7月発表の12thシングル「浸食 〜lose control〜」から2000年1月発表の19thシングル「NEO UNIVERSE／finale」までのシングル7作品でカップリング曲として収録されていた音源を、再度リミックスしたものが中心となっている。
リミックスをやり直した経緯について、yukihiroは「（シングルのカップリングとして）過去にやったリミックス作品をやり直して出せるものなら出したいとは思ってて」と語っている。ちなみに、リミックスの対象となったL'Arc〜en〜Cielの楽曲は、kenもしくはyukihiroが作曲を手掛けた音源のみとなっている。yukihiroは、ken作曲の楽曲を多くセレクトした理由について「たまたまなんですけどね。みんなに言われるんですけど…選ぶとkenの曲になっちゃう。彼の曲は世界観がわかりやすいっていうのもあるのかな。僕にとっては、ですけど」と述べている。
世にあるリミックスアルバムの中には、外部の人間にリミックスを依頼し、アーティスト自身はその完成を待つといったかたちでリリースされる作品もあるが、本作ではyukihiroが一人でトラック・ダウンまで担当している。yukihiroは本作発売当時に受けたインタビューで、アルバム制作を振り返り「ミックスを自分でやりたかったんですよ。今まではミックスだけ、別のエンジニアさんを立てていたこともあって。それは自分の力の及ばないところがあったからなんだけど、そうするとその人のアイディアが入ってくるじゃないですか。それはそれでいいんですけど、今回は自分の持っている世界観をもっと明確に形にしたくなったんですよ」と語っている。

### 録音作業と音楽性
『ectomorphed works』の録音作業は、マスタリングを除き、すべての工程がyukihiroのセルフスタジオで行われている。また、曲順決めを含めたアルバム全体のプロデュースは、yukihiroが単独で手掛けている。そのため、L'Arc〜en〜Cielの他のメンバーは本作の制作にほとんど携わっておらず、tetsuyaは本作に関し「（このアルバムは）完全に彼（＝yukihiro）の作業ですね。俺の知ってるのはジャケットとか収録曲とか、そのくらいっスね。俺的には彼のソロ・ワークと理解してるんで、あんまり関わってないです」と述べている。なお、yukihiroは本作の曲順について「前半と後半という感じ」「こういう世界観は、まとめたほうが聴きやすいかなって。あと、最後でちょっと救われるという。きっと自分でDJやって、かけたら、こういう流れの感じじゃないですかね」と語っている。
本作の音楽性としては、yukihiroが多大な影響を受けてきたインダストリアルやニュー・ウェイヴ、テクノといったダンス・ミュージックの要素があげられ、サンプリング/コラージュを採り入れたリミックスが多く収録されている。また、ダブやハウスといったジャンルへの意識も伺うことができる。さらに本作は、yukihiroがL'Arc〜en〜Cielに加入する以前に制作してきた作品と通ずる点が多く、1995年にDIE IN CRIESとして発表したリミックスアルバム『re-make』、1995年にソロ名義で発表したライヴアルバム『「8.13」LIVE AT NISSIN POWER STATION '95.8.13』との関連性も見受けられる。他にも、本作では1980年代後半から1990年代初頭にかけて流行したマンチェスター・ムーブメントからの影響も感じることができる。そもそも、yukihiro曰く、マンチェスター・ムーブメントに触れたことがきっかけで、リミックス音源を制作したいという欲求が生まれたという。リミックス作業を始めた経緯について、yukihiroは「憧れですね、イギリスのマンチェスター・ブームの頃とかの。みんなリミックスやってたじゃないですか。バンドの音があって、しかもそれがクラブでもかかってて、みたいな。そういうことをやってるってこと自体がカッコいいなと思ってたから」と本作発売当時に語っている。なお、yukihiroはL'Arc〜en〜Cielでリミックス作業を始めた1998年頃に、ザ・ストーン・ローゼズの『Begging You (includes limited art print)』や、プライマル・スクリームの『Higher Than The Sun remix』、アンダーワールドの『Born Slippy』、ミート・ビート・マニフェストの『Dog Star Man』といった作品をフェイバリットとして聴いていたという。
yukihiroは、自身がリミックス作業をするにあたり意識したアプローチについて「自分が感じるその曲の世界観を、より明確に打ち出すということなんですよ、俺にとってのリミックスは」「ほんと、リミックスってなんでもありなんだよね。例えばジャネット・ジャクソンの作品とか、原曲に大ディストーション・ギターを加えただけで"リミックス"って銘打ってるし」と語っている。なお、yukihiroは本作の制作を通じ、「暗いなあと（笑）。ハッピーな曲、ポップ・チューンは、俺には作れないって思いましたね」と自己認識した旨を語っている。
また、今回のリミックス作業でyukihiroは、サンプラーにより元の音源やブレイクビーツをサンプリングし、テンポやサウンド、楽曲そのものの構成を再構築するといったやり方ではなく、元の音源のマルチ・テープを使ったリミックス方法を基本的に採用している。具体的には、元の音源のレコーディングで制作したマルチ・テープをもとに、ボーカルのみ、またはギターのみと、各パートを独立して抽出し、サンプリングやエフェクト処理により音色やテンポ、キーを自由自在に変更している。なお、リミックス作業ではyukihiroが所有する様々なアナログシンセサイザーが使用されている。
余談だが、本作は、yukihiroが2001年より始動したソロプロジェクト、acid androidの礎とも言える作品になっている。yukihiroはこのプロジェクトの楽曲制作において、自身が収集したアナログシンセサイザーやサンプラーを駆使し、長年嗜好してきた前述のような音楽ジャンルをより追究する姿勢を見せている。

### アルバムタイトル、アートワークなど
アルバムタイトルは、本作のプロデュースを務めたyukihiroが名付けている。タイトルに付けられた『ectomorphed』は『外側から再形成する』という意味で、これは『外質』を意味する『ecto』と、『形態』を意味する『morph』を組み合わせたyukihiroによる造語となっている。
また、ジャケットのアートワークは、L'Arc〜en〜Cielの多くの作品でデザイナーを務めてきたモート・シナベルが担当している。
本作のリリースプロモーションでは、映画『ピーター・グリーナウェイの枕草子』の映画美術や、ユニクロのクリエイティブディレクターを務めたタナカノリユキが手掛けたCM映像が放映されている。このCM映像は、2001年3月に発売したミュージック・クリップ集『CHRONICLE 2』に収録されている。また、フィジカル発売日となる2000年6月28日には、漫画家のさいとう・たかをが手掛けた一面広告が朝日新聞一面に掲載されている。この広告には本作発売の情報に加え、同年8月に8thアルバム『REAL』を発売するまでのL'Arc〜en〜Cielの活動予定が掲載されている。なお、この広告ではメンバー4人全員の顔が、漫画『ゴルゴ13』に登場するキャラクター、デューク東郷を投影したイメージイラストになっている。

### リリース形態
フィジカルは、現在までにCD、LPの3種類が発表されている。CDは通常盤の1形態で発売されており、初回限定仕様は2面デジパック仕様となっている。ちなみにLP盤でのリリースは、L'Arc〜en〜Cielのアルバム作品としては本作が初のこととなる。
また、2011年6月22日には、スマートフォン向け音楽ダウンロードアプリ、レコチョクにおいてL'Arc〜en〜Cielの楽曲計146曲のダウンロード販売を開始したことに伴い、本作に収録された楽曲も配信された。2012年11月7日には、ソニー・ミュージックエンタテインメントがiTunes Storeに参入したことに伴い、日本のiTunesにおいても配信が開始され、これによりほぼ全ての音楽配信サイトにてダウンロード販売が解禁された。
2019年12月11日には、Spotify、Apple Musicをはじめとした各種サブスクリプションサービス（定額制音楽配信）にて、この日までに発表したL'Arc〜en〜Cielの全楽曲のストリーミング配信を全世界で一斉解禁している。
| リリース       | タイトル          | 規格                 | マスタリング・エンジニア       |
| -------------- | ----------------- | -------------------- | ------------------------------ |
| 2000年6月28日  | ectomorphed works | - CD - LP（2枚組）   | 小鐵徹（JVC MASTERING CENTER） |
| 2011年6月22日  | ectomorphed works | - ダウンロード配信   | 小鐵徹（JVC MASTERING CENTER） |
| 2019年12月11日 | ectomorphed works | - ストリーミング配信 | 小鐵徹（JVC MASTERING CENTER） |

## 収録曲

### CD
| #         | タイトル                                             | 作詞      | 作曲      | リミックス | 時間  |
| --------- | ---------------------------------------------------- | --------- | --------- | ---------- | ----- |
| 1.        | 「larva [ectomorphed long mix]」                     |           | yukihiro  | yukihiro   | 7:43  |
| 2.        | 「trick [new2 wave of japanese heavy metal mix]」    | yukihiro  | yukihiro  | yukihiro   | 4:46  |
| 3.        | 「花葬 [0628 mix]」                                  | hyde      | ken       | yukihiro   | 5:07  |
| 4.        | 「fate [everybody knows but god mix]」               | hyde      | ken       | yukihiro   | 6:25  |
| 5.        | 「浸食 -lose control- [ectoborn mix]」               | hyde      | ken       | yukihiro   | 5:57  |
| 6.        | 「a swell in the sun [system in chaos mix]」         | hyde      | yukihiro  | yukihiro   | 4:37  |
| 7.        | 「l'heure [quiet afternoon mix]」                    | yukihiro  | yukihiro  | yukihiro   | 5:07  |
| 8.        | 「cradle [down to the moon mix]」                    | hyde      | yukihiro  | yukihiro   | 7:19  |
| 9.        | 「真実と幻想と [out of the reality mix #2]」         | hyde      | ken       | yukihiro   | 7:03  |
| 10.       | 「metropolis [android goes to be a deep sleep mix]」 | hyde      | ken       | yukihiro   | 10:00 |
| 合計時間: | 合計時間:                                            | 合計時間: | 合計時間: | 合計時間:  | 64:04 |

### LP
| #         | タイトル                                          | 作詞      | 作曲      | リミックス | 時間  |
| --------- | ------------------------------------------------- | --------- | --------- | ---------- | ----- |
| 1.        | 「larva [ectomorphed long mix]」                  |           | yukihiro  | yukihiro   | 7:43  |
| 2.        | 「trick [new2 wave of japanese heavy metal mix]」 | yukihiro  | yukihiro  | yukihiro   | 4:46  |
| 3.        | 「花葬 [0628 mix]」                               | hyde      | ken       | yukihiro   | 5:07  |
| 合計時間: | 合計時間:                                         | 合計時間: | 合計時間: | 合計時間:  | 17:36 |

| #         | タイトル                               | 作詞      | 作曲      | リミックス | 時間  |
| --------- | -------------------------------------- | --------- | --------- | ---------- | ----- |
| 1.        | 「fate [everybody knows but god mix]」 | hyde      | ken       | yukihiro   | 6:25  |
| 2.        | 「浸食 -lose control- [ectoborn mix]」 | hyde      | ken       | yukihiro   | 5:57  |
| 合計時間: | 合計時間:                              | 合計時間: | 合計時間: | 合計時間:  | 12:22 |

| #         | タイトル                                     | 作詞      | 作曲      | リミックス | 時間  |
| --------- | -------------------------------------------- | --------- | --------- | ---------- | ----- |
| 1.        | 「a swell in the sun [system in chaos mix]」 | hyde      | yukihiro  | yukihiro   | 4:37  |
| 2.        | 「l'heure [quiet afternoon mix]」            | yukihiro  | yukihiro  | yukihiro   | 5:07  |
| 3.        | 「cradle [down to the moon mix]」            | hyde      | yukihiro  | yukihiro   | 7:19  |
| 合計時間: | 合計時間:                                    | 合計時間: | 合計時間: | 合計時間:  | 17:03 |

| #         | タイトル                                             | 作詞      | 作曲      | リミックス | 時間  |
| --------- | ---------------------------------------------------- | --------- | --------- | ---------- | ----- |
| 1.        | 「真実と幻想と [out of the reality mix #2]」         | hyde      | ken       | yukihiro   | 7:03  |
| 2.        | 「metropolis [android goes to be a deep sleep mix]」 | hyde      | ken       | yukihiro   | 10:00 |
| 合計時間: | 合計時間:                                            | 合計時間: | 合計時間: | 合計時間:  | 17:03 |

## 楽曲解説
1. larva [ectomorphed long mix]
  - 作曲・リミックス: yukihiro

6thアルバム『ark』の収録曲「larva」のyukihiroによるリミックス曲。本作で新規にリミックスされた楽曲のうちのひとつ。
このリミックスを手掛けるにあたり、yukihiroは「曲を長くすることを考えていた」といい[8]、今回の制作では曲のサイズを変更し、原曲よりも3分近く長い、7分を超える大作に仕上げている。yukihiroはリミックスの方向性について「アンダーワールドとか好きで…歌の部分があって、後半になってノリノリになって長く続いていくじゃないですか。ああいう雰囲気を出したくて。ブロックごとに音が増えたり減ったりしていく感じですね[8]」と述べている。
2. trick [new2 wave of japanese heavy metal mix]
  - 作詞・作曲・リミックス: yukihiro

7thアルバム『ray』の収録曲「trick」のyukihiroによるリミックス曲。
本作に収録された音源とは別バージョンとなる「trick -new wave of japanese heavy metal mix-」が、19thシングル「NEO UNIVERSE／finale」に収録されている。
このリミックスを手掛けるにあたり「trick」をセレクトした経緯について、yukihiroは「もともとサンプリングからつくったギターのリフがあって、どれかに使える曲がないかなと思っていたら、ハマったから[12]」と述べている。また、yukihiroはリミックス作業を振り返り「何種類もキックの音が入ってて、どれをどの位置で鳴らすべきかを探るのが難しかった[8]」と述べている。ちなみにこの曲の副題は、1970年代後半にイギリスで起こった音楽ムーブメントのひとつであるNWOBHM（ニュー・ウェイヴ・オブ・ブリティッシュ・ヘヴィメタル）からとられている。yukihiroは、副題としてこのワードを意識した理由について「このミックスに対して、言葉としてカッコいいかな、と[8]」と語っている。
3. 花葬 [0628 mix]
  - 作詞: hyde / 作曲: ken / リミックス: yukihiro

11thシングル「花葬」の表題曲のyukihiroによるリミックス曲。
本作に収録された音源とは別バージョンとなる「花葬 -1014 mix-」が、14thシングル「forbidden lover」及び2003年発表のベストアルバム『The Best of L'Arc〜en〜Ciel c/w』に収録されている。
このリミックスのイメージについて、yukihiroは「ギターを弾くようになってからのデペッシュ・モード[13]」と語っている。なお、本作収録版のリミックス音源の制作では、シングル収録版のリミックス音源からリズムの部分が変更されており、キックやパーカッションの音が足されている[8]。ちなみに、この曲の副題として付けられた「0628」は、本作の発売日に由来している。
4. fate [everybody knows but god mix]
  - 作詞: hyde / 作曲: ken / リミックス: yukihiro

5thアルバム『HEART』の収録曲「fate」のyukihiroによるリミックス曲。
本作に収録された音源とは別バージョンとなる「fate -fake fate mix-」が、16thシングル「Pieces」に収録されている。
このリミックスは、シングル収録版のリミックス音源からリミックスの方向性が大幅に変更されている[2]。シングル収録版では「ディストーション・ギターをあえて使わずにインダストリアルの雰囲気を表現したい」というyukihiroの考えがあり[14]、ノイズ混じりのキーボードの音色が大々的に採り入れられていた[14]。ただ、本作収録版のリミックス音源の制作では、kenが新たにギターを弾いており[8]、そのテイクをyukihiroが編集したうえで音源に採り入れている。kenのギターを新たに録ったことについて、yukihiroは「とりあえず、リズムとベースと簡単なシンセだけ入れて渡して、"はい、何か弾いて"って。それを返してもらって、俺が編集し直して…。そういうリミックスをしてみたかったんです[8]」と述べている。なお、kenはリミックス作業の流れを振り返り「文通っぽい感じ[8]」と述懐している。
また、本作収録版には、シングル収録版と同様に、イントロにソプラノの女性の声が挿入されているが、これはイタリアのオペラ歌手のCDをDJ用CDプレイヤーを使いテンポを落としたものとなっている[14]。なお、シングル収録版にはテレビからサンプリングしたドイツ語の音声も取り入れられていたが、本作収録版の制作ではカットされている。
ちなみに、この曲の副題として付けられた「everybody knows but god mix」は「神のみぞ知らず」を意図したyukihiroによる造語となっている。この副題について、yukihiroは「"神のみぞ知る"のさかさまなんですよ。"運命なんて神様だけが知らないんだよ"っていうヒネり[8]」と述べている。
5. 浸食 -lose control- [ectoborn mix]
  - 作詞: hyde / 作曲: ken / リミックス: yukihiro

12thシングル「浸食 〜lose control〜」の表題曲のyukihiroによるリミックス曲。
本作に収録された音源とは別バージョンとなる「浸食 〜lose control〜 (control experiment mix)」が、12thシングル「浸食 〜lose control〜」に収録されている。
このリミックスを手掛けたyukihiro曰く「ドラムンベース的だけど、ロック・テイストのあるカンジ[15]」で制作したといい、「アイディアの素はナイン・インチ・ネイルズのある曲だったりする[15]」と述べている。ちなみに今回、原曲から引用している部分はhydeのボーカルぐらいで、他はほぼリメイクに近いアレンジとなっている[16]。yukihiroは、リミックス作業を振り返り「（元の音源は）テンポも途中で変わるし、同時に使えるものが少なかった。だからテクノの人達がやるリミックスに近いかもしれないですね。"元曲はなんなんだ？"っていう。ああいう人たちは元曲を聴いて受けたインスピレーションで作ってると思うんだけど、それに近いかもしれないですね[16]」と語っている。
なお、yukihiroはシングル収録版のリミックス音源の出来栄えに納得していなかったといい[8]、リミックスアルバムを制作するにあたり、再度リミックスすることを最初から決めていたという[8]。本作収録版のリミックス音源の制作について、yukihiroは「この曲だけは本当にやり直したくて。前のがカッコいいと思えないんですよ。もちろんあの時点ではカッコいいと思ってたけど、今の自分として、リミキサーとして見るとちょっと幼稚かなあ、と。（中略）"変えたい"っていう意思があって作ったものだから、サブ・タイトルも、アルバム・タイトルにある"ecto"と結び付けて[8]」と述べている。
6. a swell in the sun [system in chaos mix]
  - 作詞: hyde / 作曲・リミックス: yukihiro

13thシングル「snow drop」にカップリングとして収録された「a swell in the sun」のyukihiroによるリミックス曲。本作で新規にリミックスされた楽曲のうちのひとつ。
この音源は、レコードノイズとディストーションサウンドが前面に出たリミックスに仕上げられている[5]。なお、yukihiro曰く、この曲のリミックス作業では、原曲から音を足す作業をあえて行っていないという[8]。
このリミックスの印象について、yukihiroは「この曲はサブ・タイトルそのままに"混沌"ですね[8]」「（混沌のイメージは）わかりやすく言うと"砂の嵐"ですね、テレビの。あれがもっとグニャグニャした、もっと立体的になってる感じ[8]」「歪んだいろんな音がまざって、また違う曲に聴こえるんじゃないですかね[5]」と述べている。
7. l'heure [quiet afternoon mix]
  - 作詞・作曲・リミックス: yukihiro

7thアルバム『ray』の収録曲「l'heure」のyukihiroによるリミックス曲。本作で新規にリミックスされた楽曲のうちのひとつ。
このリミックスを手掛けたyukihiro曰く「静かな午後の雰囲気[8]」を意識し制作したという。また、yukihiroはリミックス作業を振り返り「どの曲もそうですけど、ベースとドラムは雰囲気づけには重要だと思うんですよ、こういう音に関しては。そういうところで気を使ってますね。ここでは、ベースの上にドラムが浮いてるみたいな感じで。ドラムの音作りとか、ホントにドライだし。個人的な音の好みというよりは、世界を作るうえでの音色になってくるんで[8]」と語っている。
8. cradle [down to the moon mix]
  - 作詞: hyde / 作曲・リミックス: yukihiro

6thアルバム『ark』の収録曲「Cradle」のyukihiroによるリミックス曲。
本作に収録された音源とは別バージョンとなる「cradle -down to the earth mix-」が、17thシングル「Driver's High」に収録されている。
本作収録版のリミックス音源には、原曲にもシングル収録版のリミックス音源にも無かった女性ボーカルの音が足されている。今回新たに女性ボーカルを入れた理由について、yukihiroは「hydeの日本語を、女性のほうは英語で言ってるんです。最初は単純に、掛け合いっぽくなっていいかな、と考えてたんですよ。トリッキーとかがやってるじゃないですか、ラップで。女性が普通に歌ってる後ろでベロッベロのラップをやってたりとか。ああいうのがカッコいいなと思って[8]」と述べている。
9. 真実と幻想と [out of the reality mix #2]
  - 作詞: hyde / 作曲: ken / リミックス: yukihiro

6thアルバム『ark』の収録曲「真実と幻想と」のyukihiroによるリミックス曲。
本作に収録された音源とは別バージョンとなる「真実と幻想と -out of the reality mix-」が、18thシングル「LOVE FLIES」に収録されている。
このリミックス音源の制作では、原曲からコード感を全てバラしており、オリジナルと全く異なる音源に仕上げている。この音源のベースラインについて、リミックスを担当したyukihiroは「レゲエというか、ダブっぽいっていうのはあったかもしれない[17]」と述べている。また、曲の後半において、ゲートで音をカットしている箇所があるが、yukihiroは加工した理由について「曲が一旦静かな感じになって、次また盛り上げるときに、隙間があった方がカッコいいかなと思ったんですよ[17]」と語っている。
なお、本作収録版のリミックス音源の制作では、シングル収録版のリミックス音源から音の足し引きを行っていない。yukihiroは今回のリミックスについて「元の音源自体は一緒で、卓上でいじってるだけですね。"変えなきゃいけない"って発想でなく、単純に"もっとカッコよくなんないかな"って。アイデアがあって、それでカッコよくなりそうだからやってるっていうところですね[8]」と述べている。
10. metropolis [android goes to be a deep sleep mix]
  - 作詞: hyde / 作曲: ken / リミックス: yukihiro

8thシングル「winter fall」にカップリングとして収録された「metropolis」のyukihiroによるリミックス曲。
本作に収録された音源とは別バージョンとなる「metropolis -android goes to sleep mix-」が、15thシングル「HEAVEN'S DRIVE」に収録されている。
リミックスを手掛けたyukihiro曰く、制作にあたり「スロウなハウスを意識した」という[18]。また、yukihiroは音源のイメージについて「ダウナーな、朝方かかるような。踊り疲れたあとにどうぞっていう感じ[19]」と表現している。
さらに、原曲の歌詞がエロティックなイメージで綴られていることを踏まえてか、yukihiroは「もうちょっとエッチな感じにしたかった[18]」といい、原曲からテンポを落とし気怠い印象のある音源にリミックスしている[18]。このリミックスのテンポ感について、yukihiroは「気持ちいいと思うのは100近辺か、80近辺かな。まぁテクノとかだと140近辺だけど。昔ハウスってだいたい120近辺だったんですよ。それがなぜかダメで。ヒップホップが遅くなってきてた時期があったんですけど、そのテンポ感がけっこう好きでしたね[18]」と語っている。
なお、本作収録版のリミックス音源の制作では、シングル収録版のリミックス音源よりも、爽やかなイメージのあるミックスにするため音数を減らしている[8]。具体的にはパッドを1種類減らしており[8]、yukihiroは「音も1個だけ減ってるんですよ。パッドが1種類減ってる。それも実は前回、最後に足した音だったんですよ。何か足りない気がして"あ、これで埋まった"という感覚で足した音で。結果、もっと前面に出したかったピアノの音が、生きるようになりましたね[8]」と述べている。ちなみに、この曲の演奏時間は10分00秒と、L'Arc〜en〜Cielが発表してきた音源の中で最も演奏時間の長い曲になっている。余談だが、シングル収録版のリミックス音源を発表した際に、yukihiroは「今まででやったリミックスの中でこれが一番気に入ってます[18]」と音楽誌のインタビューでコメントしている。
ちなみに、yukihiroが2014年8月21日にacid android名義で企画・開催したDJ&ライヴイベント「acid android in an alcove vol.7」において、DJとして出演したyukihiroは本作に収録されたバージョンをフロアでかけている[20]。

## クレジット
フィジカルアルバムに付属するブックレットより転載。日本語表記が確認出来ない部分に関しては原文ママとする。
- hyde：Vocal
- ken：Guitar
- tetsu：Bass
- yukihiro：Drum

[Produce & Mastering]
- yukihiro（L'Arc〜en〜Ciel）：All Re-mixed & Produced
- 小鐵徹（JVC MASTERING CENTER）：Mastered

[Artwork etc]
- 中山千恵子（Ki/oon Records）：Directed
- 中山道彦（Ki/oon Records）：A&R
- So Fukuda（Ki/oon Records）：L' Project
- Masahito Ishikawa（Ki/oon Records）：L' Project
- Hirokuni Sakai（Ki/oon Records）：L' Project
- Tadahiko Shida：L' Project
- Amiko Tanaka（Ki/oon Records）：L' Project
- Masakazu Enya（MAVERICK D.C.,INC）：Management
- Takayuki Seki（MAVERICK D.C.,INC）：Management
- Nobuyuki Akani（MAVERICK D.C.,INC）：Management
- Kiyoshi Fukushima（MAVERICK D.C.,INC）：Management
- モート・シナベル（supercharger）：Art Direction & Design
- Hiroshi Yano（supercharger）：Illustration & Design Assistant
- Aya Sasamori（Ki/oon Records）：Product Co-ordinate
- Tatsuo Adachi（Ki/oon Records）：Executive Producer
- 大石征裕（MAVERICK D.C.,INC）：Executive Producer

## タイアップ
| 年     | 楽曲                               | タイアップ                                             | 出典   |
| ------ | ---------------------------------- | ------------------------------------------------------ | ------ |
| 2000年 | fate [everybody knows but god mix] | PlayStation用ゲーム『ディノクライシス2』イメージソング | [ 21 ] |